# Klaudiusz Pobudzin
Klaudiusz Pobudzin (ur. 1975) – polski dziennikarz i reporter Telewizji Trwam, portalu Osowa.com, Gdańsk.TV, Wiadomości TVP1 i portalu Centrum Medialne, w latach 2016–2017 redaktor naczelny Teleexpressu, w latach 2017–2018 p.o. szefa Telewizyjnej Agencji Informacyjnej, w 2019 dyrektor biura  prasowego państwowej spółki energetycznej Energa.

## Życiorys
Studia z zakresu dziennikarstwa ukończył w Wyższej Szkole Kultury Społecznej i Medialnej w Toruniu. W latach 2003–2014 pracował w Telewizji Trwam. Był tam reporterem przygotowującym materiały do serwisów informacyjnych, a także dziennikarzem prowadzącym program Polski punkt widzenia, czyli codzienne rozmowy z zaproszonymi do studia gośćmi ze świata polityki, kultury, Kościoła czy sportu.
W latach 2014–2016 pracował dla portalu Osowa.com, gdzie prowadził programy informacyjno-publicystyczne. W tym samym czasie współtworzył lokalną telewizję internetową Gdańsk.TV, gdzie zajmował się głównie relacjonowaniem  meczów trójmiejskich drużyn w różnych dyscyplinach sportowych oraz przeprowadzał rozmowy z ekspertami, z których część komentuje mecze piłkarskie na antenach Telewizji Polskiej i Polsatu.
Od stycznia do sierpnia 2016 był reporterem Wiadomości nadawanych na antenie TVP1, gdzie przygotowywał materiały o tematyce społeczno-politycznej. 8 sierpnia 2016 został redaktorem naczelnym Teleexpressu nadawanego przez TVP1. Sprawował tę funkcję do 16 czerwca 2017. Od 4 maja 2017 do 17 stycznia 2018 pełnił obowiązki szefa Telewizyjnej Agencji Informacyjnej, która nadzoruje treści ukazujące się w programach informacyjnych Telewizji Polskiej. Tego samego dnia odszedł z TVP. Od początku listopada do końca grudnia 2018 był publicystą portalu internetowego Centrum Medialne.
Od stycznia do grudnia 2019 był dyrektorem biura prasowego państwowej spółki energetycznej Energa.